# KJI Nr. 23
Die Dampflokomotive KJI Nr. 23 war eine Lokomotive der Kleinbahnen des Kreises Jerichow I und der Kleinbahn Gommern–Pretzien.
Die Lok hat einen Innenrahmen und verfügt über eine Heusingersteuerung. Treibachse ist die dritte Achse. Die Vorratsbehälter sind vor dem Führerhaus angebracht.

## Geschichte
Die Lokomotive wurde nach ihrer Fertigstellung an die Zuckerfabrik in Gommern ausgeliefert, wo sie von 1921 bis 1946 im Einsatz war. Danach wurde sie von der Kreiskleinbahn übernommen.
Sie war eine der kleinsten Lokomotiven dieser Bahn, die am 1. April 1949 verstaatlicht wurde. Auffallend waren die kleinen Räder und der schmale Aufbau der Lok, welcher zusammen mit den großen Stirnfenstern der Lok ein besonderes Aussehen verlieh. Aufgrund der nicht sehr leistungsfähigen Maschine und nicht vorhandenen Zugbremse wurde die Lok von der Deutschen Reichsbahn auf dem Bahnhof Burg nur für den Rangierdienst eingesetzt. Sie wurde nach Stilllegung der letzten Schmalspurstrecke 1965 in Burg an die „Ballerstedt Transport KG“, die ehemalige „Kleinbahn und Kraftwerk Pretzien GmbH“, ab 1975 „VEB Sandgruben Pretzien (Elbe)“ veräußert. Dort war sie nur etwa ein Jahr im Einsatz. 1975 wurde sie als Denkmal vor dem Bahnhof Gommern aufgestellt.